# Karel Van Deuren
Karel van Deuren (Antwerpen, 28 augustus 1921 – Berchem, 14 juni 2006) was een Vlaams (toneel- en scenario)schrijver, journalist, publicist en historicus van de fotografie. Hij was bedrijfsjournalist van Agfa-Gevaert en in de jaren 80 hoofdredacteur van het internationale tijdschrift Photohistorica (uitgegeven door de European Society for the History of Photography), dat zich toespitste op de geschiedenis van de fotografie.

## Leven en werk
Van Deuren volgde de Grieks-Latijnse humaniora aan het Sint Stanislascollege te Berchem. Hij begon als schrijver van luisterspelen, voor de toenmalige N.I.R.. Toneelwerk van hem werd o.a. uitgevoerd op de Vlaamse Televisie, in het Reizend Volkstheater met Senne Rouffaer ("Jehan de Casterhône", 1951), Parnassus te Brussel, en in de Koninklijke Nederlandse Schouwburg met Julien Schoenaerts ("Naar de hel gaat men altijd alleen", 1957).
In 1964 won hij de Prijs voor Toneel van de provincie Antwerpen met Het huis, gecreëerd in Studio LVT (Laboratorium voor Vlaams Toneel). In 1976 won hij de Prijs voor Scenario van het toenmalige Ministerie van de Nederlandse Cultuur.
Van Deuren was actief als toneelrecensent voor De Standaard. Daarnaast schreef hij ook in verschillende tijdschriften, meestal over onderwerpen in verband met de fotografie, onder meer in het tijdschriften FOTO en het kunsttijdschrift Vlaanderen en in talrijke andere gespecialiseerde en algemene tijdschriften. Ook thema's als amnestie en collaboratie kwamen aan bod zoals in Kultuurleven (Van Deuren schreef als jonge student bij het begin van de oorlog voor een studentenblad Starkadd, Kampblad van de Studeerende Jeugd).
Van Deuren is bij het bredere publiek vooral bekend als samensteller van verschillende fotoboeken die het verleden van Vlaanderen belichten, wat o.a. de romanschrijver Leo Pleysier inspireerde voor zijn filmscenario Vlaanderen en zijn roman De weg naar Kralingen.

## Publicaties

### Voor toneel
- Reportage, 1950, luisterspel
- De reis van Michiel-Emmanuel Saroya, 1952, luisterspel
- Jehan de Casterhône, 1951
- Naar de hel gaat men altijd alleen, 1957
- Het huis, 1960, verschenen in Caleidoscoop der Nederlandse Letteren, Leuven, De Clauwaert, 1971
- Als in een veel te wijde jas

### Fotoboeken
- Dit Vlaanderen heb ik hartelijk lief! : ons land zoals het eertijds was, Tielt, Lannoo, 1975. ISBN 90-209-0587-2
- (met Anthony Mertens): Liefde gaf u duizend namen: een religieus Vlaams familie-album over de periode 1900 - 1940,  toen de kerk nog in het midden stond, Tielt, Lannoo, 1977.  ISBN 90-209-0686-0
- (met Johan Struye): De reizigers worden verzocht van in te stappen, Tielt / Amsterdam, Lannoo, 1980. ISBN 90-209-0923-1
- (met Roger Coenen): De fotografie in België 1940-1980', Deurne-Antwerpen, Het Sterckshof Provinciaal Museum voor Kunstambachten, 1980. Ter gelegenheid van een gelijknamige tentoonstelling in het Sterckshof
- (met Johan Struye): De toffe jaren '50. De klank van de stad maakt mijn ziel amoureus, Antwerpen, Standaard, 1988
- (met Jef Ballinckx, Roger Coenen e.a.): P. Longinus de Munter, O.F.M.: franciscaan en fotograaf, Brugge, Vanhaecke, 1992. ISBN 90-73516-09-9.
- (red.; met Jan Coppens en Piet Thomas): Stijn Streuvels fotograaf. Keuze uit de fotografische erfenis van de Vlaamse auteur (1871-1969), Gemeentekrediet / Snoeck-Ducaju, 1994, ISBN 90-5066-136-X. Uitg. ter gelegenheid van de gelijknamige tentoonstelling in Museum voor Fotografie te Antwerpen, 26 oktober-4 december 1994

#### Fotoredactie
- Vlaanderen tussen gisteren en morgen, Tielt, Lannoo
- Antwerpen, stad aan de stroom, Tielt, Lannoo
- Vlaanderen-West, Tielt, Lannoo
- Leuven: Traditie en toekomst van een universiteit, Tielt, Lannoo

### Andere
- De prinselijke dwaasheid, Davidsfonds, roman
- De bittere liefde van Georges Brassens, Lannoo, 1959, studie
- Straatjongens voor God, filmscenario

- Digitale Bibliotheek voor de Nederlandse Letteren: deur001
- Gemeinsame Normdatei: 17296492X
- International Standard Name Identifier: 0000 0000 6725 1913
- Library of Congress Control Number: n81015276
- Nederlandse Thesaurus van Auteursnamen: 068798946
- Système universitaire de documentation: 134156277
- Virtual International Authority File: 202272551
- WorldCat: E39PBJk4HBWvWMm8FF7vHwhJXd